# Saltillo Soccer
Saltillo Soccer, auch bekannt als Coyotes de Saltillo, ist ein ehemaliger Fußballverein aus Saltillo, der Hauptstadt des mexikanischen Bundesstaates Coahuila.

## Geschichte
Vor der Saison 1995/96 erwarb der CF Monterrey die Lizenz zur Teilnahme an der in der Vorsaison eingeführten Primera División 'A', um ein Filialteam in der zweithöchsten Fußballliga Mexikos zu unterhalten, das er unter der vorgenannten Bezeichnung nach Saltillo verpflanzte.
Im zweiten Jahr ihres Bestehens trafen die Coyotes im Viertelfinale des Winterturniers 1996 auf den im Vorjahr abgestiegenen Erzrivalen ihres „Hauptvereins“ Monterrey, die UANL Tigres, und trotzten ihnen in beiden Spielen jeweils ein 1:1 ab. Das allerdings genügte den Tigres, die später beide Turniere der Saison 1996/97 gewannen und sich somit die unmittelbare Rückkehr in die Primera División sicherten, zum Weiterkommen, weil sie in der Punktspielrunde mehr Punkte (35) erzielt hatten als die Coyotes (24).
Ein ähnlich unglückliches Ende erlebten die Coyotes im Viertelfinale des Sommerturniers 1997, als sie nach einer 0:1-Heimniederlage gegen Cruz Azul Hidalgo zwar das Rückspiel mit demselben Ergebnis gewannen, aber wegen Punkt- und Torgleichheit erneut aufgrund der weniger erzielten Punkte in der regulären Saison (26 gegenüber 27) ausschieden.
Auch in den beiden Wettbewerben der folgenden Saison (1997/98) schieden die Coyotes jeweils im Viertelfinale aus und erreichten in den folgenden Spielzeiten nie wieder die Liguillas.
Vor der Saison 2001/02 vereinbarten die Rivalen aus dem Raum Monterrey einen Tausch ihrer Lizenzen. So kam Saltillo Soccer unter die Obhut der UANL Tigres und trat fortan unter der Bezeichnung Tigrillos Saltillo auf.
Im Sommerturnier des Jahres 2002, der Rückrunde ihrer ersten Saison 2001/02, drangen die Tigrillos bis ins Finale vor, wo sie zwei dramatische Begegnungen mit Real San Luis bestritten und (nach einem 4:1-Heimsieg und einer anschließenden 0:3-Auswärtsniederlage) erst im Elfmeterschießen unterlagen. Am Ende der Saison 2002/03 wurden die Tigrillos nach Mexiko-Stadt transferiert, wo sie unter der Bezeichnung Tigrillos Coapa auftraten. Dieser Entschluss von Seiten der UANL Tigres bildete das (vorübergehende) Ende des Zweitligafußballs in Saltillo, der zwischen 1974 und 1976 mit dem Einstieg der Halcones de Saltillo in die Segunda División begonnen und in der Saison 1990/91 durch die Leones de Saltillo eine kurze Fortsetzung erlebt hatte.

## Bekannte Spieler
- Óscar Dautt (Coyotes, 1996–1997)
- Zinha (Coyotes, 1997–1998)
- Jair García (Coyotes, 1999–2000)
- Ismael Rodríguez (Coyotes, 2000–2001)
- Hugo Sánchez Guerrero (Tigrillos, 2002–2003)

## Logos

Logo 1
Logo 2
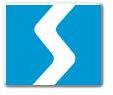
Logo 3